# Aetolian League
The Aetolian League var en fotbollsliga som fanns under fem år i sydöstra England. Den bildades 1959 efter att Kent League upphört och flera klubbar inte längre hade någon liga att spela i. 1964 efter bara fem säsonger gick den ihop med London League och bildade Greater London League.

## De första medlemmarna
Fjorton klubbar var med och startade upp den nya ligan. Sju klubbar - Deal Town, Faversham Town, Chatham Town, Snowdown Colliery Welfare, Herne Bay, Sheppey United och Whitstable Town hade varit med i Kent League säsongen innan medan fyra klubbar Eton Manor, Willesden, Cray Wanderers och Cheshunt anslöt från London League. Crockenhill anslöt från Kent Amateur League och Charlton Athletic "A". Även en nybildad klubb Ford United som var resultatet av en sammanslagning av Briggs Motor Bodies och Ford Sports (vilka båda tävlat i London League) anslöt och bildade First division. En second division bildades också den bestod huvudsakligen av reservlag till klubbarna First Division men innehöll även Medway Corinthians.
Det fanns ingen upp/nedflyttning mellan de två divisionerna under de fem år som ligan fanns.

## Historia

### 1959-60 års säsong
Ford United blev ligans första mästare strax före Deal Town. På grund av finansiella problem på grund av resor drog sig Whitstable Town ur ligan och anslöt sig till Kent Amateur League istället. 

### 1960-61 års säsong
Snowdown CW vann ligan andra säsongen komfortabelt och vann över första årets mästare Ford United som kom tvåa och lyckades vinna Liga Cupen. 

### 1961-62 års säsong
Beckenham Town gick med i ligan från London league vilket gjorde att First division åter hade fjorton klubbar. Kampen om titeln kom att stå mellan toppklubbarna från föregående säsong, Ford United slutade före Snowdown CW och tog därmed sin andra titel. Vid säsongens slut lämnade Charlton Athletic "A" och Cheshunt ligan.

### 1962-63 års säsong
East Ham United anslöt från London League. Det var en hård kamp om titeln men Cray Wanderers avgick med segern. Vid säsongens slut lämnade Deal och Willesden ligan.

### 1963-64 års säsong
Whitstable Town återkom till ligan. Efter ännu ett år med en tuff kamp om liga titeln vann förra årets mästare Cray Wanderers igen. Detta skulle visa sig vara sista säsongen för Aetolian League då de flesta medlemmarna gick med i den nybildade Greater London League, även om ligamästarna Chatham gick med i Metropolitan League.

## Mästare
- 1959-60 Ford United
- 1960-61 Snowdown Colliery Welfare
- 1961-62 Ford United
- 1962-63 Cray Wanderers
- 1963-64 Cray Wanderers